# Earl of Kinnoull

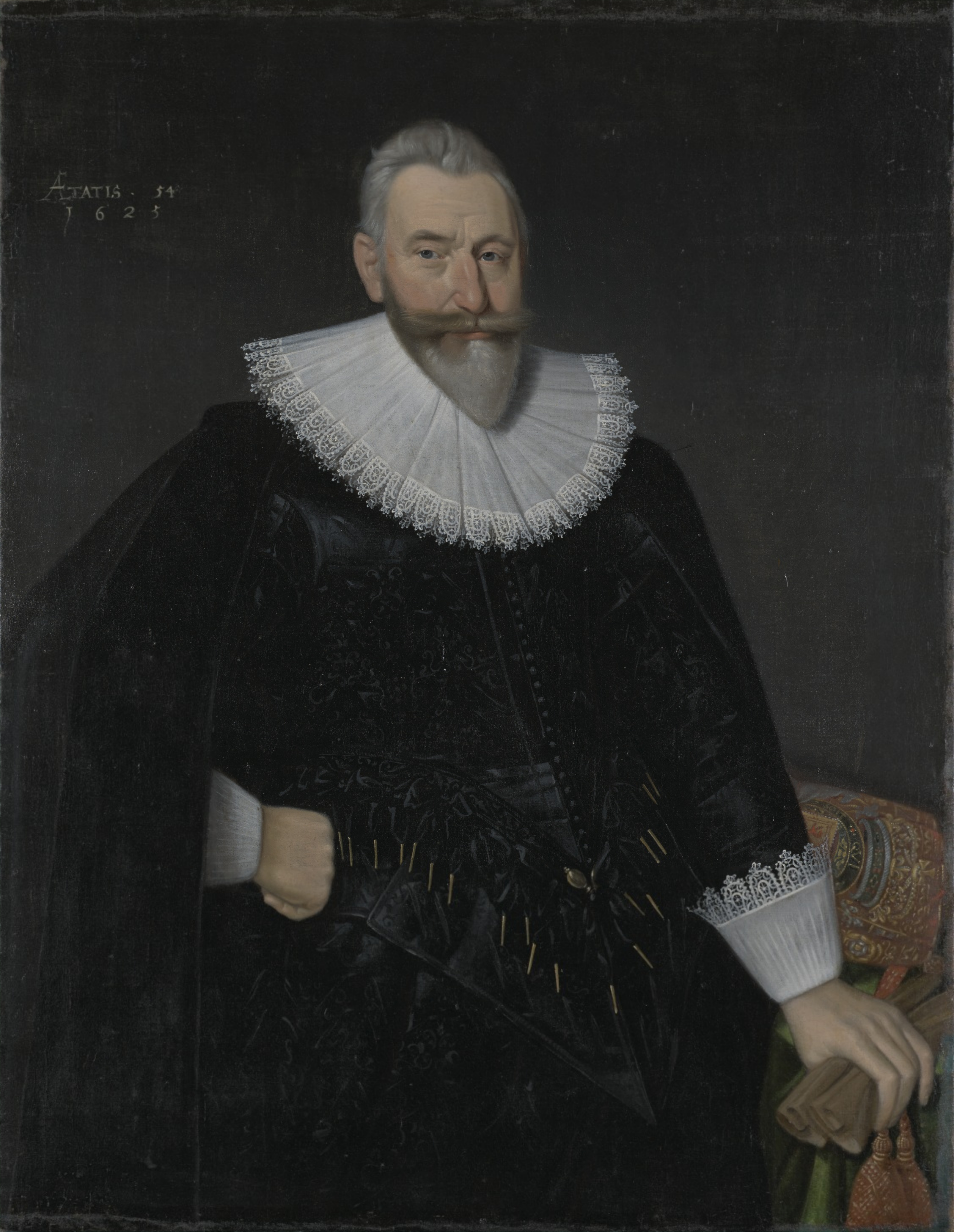
George Hay, 1. Earl of Kinnoull

Wappen der Earls of Kinnoull bis 1787

Wappen der Earls of Kinnoull seit 1787

Earl of Kinnoull (seltener auch Earl of Kinnoul) ist ein erblicher britischer Adelstitel in der Peerage of Scotland.
Familiensitz der Earls war früher Dupplin Castle, südwestlich von Perth, und ist heute Pitkindle House bei Abernyte in Perthshire.

## Verleihung und nachgeordnete Titel
Der Titel wurde am 25. Mai 1633 für George Hay, 1. Viscount of Dupplin geschaffen. Er entstammt einer Nebenlinien der Familie Hay.
Bereits am 4. Mai 1627 waren ihm in der Peerage of Scotland die Titel Viscount (of) Dupplin und Lord Hay of Kinfauns verliehen worden.
Dem späteren 8. Earl wurde am 31. Dezember 1711 zudem in der Peerage of Great Britain der Titel Baron Hay, of Pedwardine in the County of Hereford, verliehen, mit dem bis 1999 ein erblicher Sitz im House of Lords verbunden war.

## Earls of Kinnoull (1633)
- George Hay, 1. Earl of Kinnoull (1570–1634)
- George Hay, 2. Earl of Kinnoull († 1644)
- George Hay, 3. Earl of Kinnoull († 1649)
- William Hay, 4. Earl of Kinnoull († 1677)
- George Hay, 5. Earl of Kinnoull († 1687)
- William Hay, 6. Earl of Kinnoull († 1709)
- Thomas Hay, 7. Earl of Kinnoull († 1719)
- George Henry Hay, 8. Earl of Kinnoull (1689–1758)
- Thomas Hay, 9. Earl of Kinnoull (1710–1787)
- Robert Auriol Hay-Drummond, 10. Earl of Kinnoull (1751–1804)
- Thomas Robert Hay-Drummond, 11. Earl of Kinnoull (1785–1866)
- George Hay-Drummond, 12. Earl of Kinnoull (1827–1897)
  - George Robert Hay-Drummond, Viscount Dupplin (1849–1886)
- Archibald Fitzroy George Hay, 13. Earl of Kinnoull (1855–1916)
  - Edmund Alfred Rollo George Hay-Drummond, Viscount Dupplin (1879–1903)
- George Harley Hay, 14. Earl of Kinnoull (1902–1938)
  - Henry George Adam Hay, Viscount Dupplin (1924–1925)
- Arthur William George Patrick Hay, 15. Earl of Kinnoull (1935–2013)
- Charles William Harley Hay, 16. Earl of Kinnoull (* 1962)

Titelerbe (Heir Apparent) ist William Thomas Charles Hay, Viscount Dupplin (* 2011), der Sohn des jetzigen Earls.